# Piranga
Piranga este un oraș în Minas Gerais (MG), Brazilia.